# Nati nel 1958/Febbraio
| Questa pagina contiene informazioni ricavate automaticamente dalle voci biografiche con l'ausilio del template Bio e di un bot. L'aggiornamento è periodico e automatico e ricostruisce completamente la pagina. Se manca una persona in questa lista, sei pregato di non aggiungerla, ma accertati piuttosto che la sua voce biografica contenga il template Bio e che i dati anagrafici siano correttamente compilati. Se il template Bio manca, inseriscilo tu stesso o, in alternativa, metti l'avviso {{tmp\|Bio}} che ne segnala la mancanza. Se i dati riportati sono sbagliati, correggi direttamente la voce biografica; le modifiche saranno visibili in questa lista entro pochi giorni. Per chiarimenti vedi il progetto biografie. La lista contiene solo le 286 persone che sono citate nell'enciclopedia e per le quali è stato implementato correttamente il template Bio. Pagina aggiornata al 26 lug 2025. |

- 1º febbraio - Roberto Becheri, compositore italiano
- 1º febbraio - Luther Blissett, ex calciatore e allenatore di calcio inglese
- 1º febbraio - Federico Frigerio, calciatore italiano († 2020)
- 1º febbraio - Giorgio Gandola, giornalista italiano
- 1º febbraio - Ryō Horikawa, attore e doppiatore giapponese
- 1º febbraio - Søren Lerby, procuratore sportivo, allenatore di calcio e ex calciatore danese
- 1º febbraio - Tony Leung Ka-Fai, attore cinese
- 2 febbraio - Michel Marc Bouchard, drammaturgo e sceneggiatore canadese
- 2 febbraio - Marco Brando, giornalista e saggista italiano
- 2 febbraio - Guido De Angelis, giornalista, conduttore radiofonico e conduttore televisivo italiano
- 2 febbraio - Paolo De Castro, politico e economista italiano
- 2 febbraio - Paolo Del Debbio, saggista, giornalista e conduttore televisivo italiano
- 2 febbraio - George Grigore, scrittore, traduttore e filologo romeno
- 2 febbraio - Cristiana Lôbo, giornalista e conduttrice televisiva brasiliana († 2021)
- 2 febbraio - Douglas McGrath, sceneggiatore, regista e attore statunitense († 2022)
- 2 febbraio - Raymond Mifsud, ex calciatore maltese
- 2 febbraio - Franke Sloothaak, cavaliere tedesco
- 3 febbraio - Klaus Berggreen, ex calciatore danese
- 3 febbraio - Nelson Carrero, ex calciatore venezuelano
- 3 febbraio - Joe Edwards, ex astronauta statunitense
- 3 febbraio - Krzysztof Fikiel, ex cestista polacco
- 3 febbraio - Serginho Herval, cantante, batterista e produttore discografico brasiliano
- 3 febbraio - Salvatore Ladu, fantino italiano
- 3 febbraio - Reema Lagoo, attrice indiana († 2017)
- 3 febbraio - Bobby Lohse, velista svedese
- 3 febbraio - Joanie Madden, flautista statunitense
- 3 febbraio - N. Gregory Mankiw, economista e blogger statunitense
- 3 febbraio - Silvano Motta, ex cestista italiano
- 3 febbraio - Massimo Pedrazzini, allenatore di calcio e ex calciatore italiano
- 3 febbraio - Vincenzo Pepe, giurista, ambientalista e scrittore italiano
- 3 febbraio - Geraldo Pereira, ex calciatore brasiliano
- 3 febbraio - Piotr Sobociński, direttore della fotografia polacco († 2001)
- 3 febbraio - Aldo Maria Valli, giornalista e saggista italiano
- 3 febbraio - Octavio Zambrano, dirigente sportivo, allenatore di calcio e ex calciatore ecuadoriano
- 4 febbraio - Gianni Bersanetti, doppiatore e direttore del doppiaggio italiano
- 4 febbraio - Chen Jingang, allenatore di calcio e ex calciatore cinese
- 4 febbraio - Kjell Ola Dahl, scrittore e sceneggiatore norvegese
- 4 febbraio - Guina, ex calciatore brasiliano
- 4 febbraio - Kathy Heddy, ex nuotatrice statunitense
- 4 febbraio - Keigo Higashino, scrittore giapponese
- 4 febbraio - Salvatore Mannone, giocatore di biliardo italiano
- 4 febbraio - Kazuaki Nagasawa, ex calciatore giapponese
- 4 febbraio - Adriano Polenta, dirigente sportivo e ex calciatore italiano
- 4 febbraio - Haleh Sahabi, attivista e giornalista iraniana († 2011)
- 4 febbraio - Werner Schwab, scrittore e drammaturgo austriaco († 1994)
- 5 febbraio - Lourdes Berninzon, attrice, conduttrice televisiva e modella peruviana
- 5 febbraio - Greg Boyer, ex pallanuotista statunitense
- 5 febbraio - Catherine Butterfield, scrittrice, commediografa e attrice statunitense
- 5 febbraio - Wendell Downswell, allenatore di calcio, dirigente sportivo e ex calciatore giamaicano
- 5 febbraio - Mark Foo, surfista statunitense († 1994)
- 5 febbraio - Fabrizio Frizzi, conduttore televisivo e conduttore radiofonico italiano († 2018)
- 5 febbraio - Guylaine Isnard, ex cestista francese
- 5 febbraio - Frank Pagelsdorf, allenatore di calcio e ex calciatore tedesco
- 5 febbraio - Mauro Rabitti, allenatore di calcio, dirigente sportivo e ex calciatore italiano
- 5 febbraio - Silvia Verdone, produttrice cinematografica e produttrice teatrale italiana
- 6 febbraio - Cecily Adams, attrice televisiva statunitense († 2004)
- 6 febbraio - Luigi Alfano, allenatore di calcio e ex calciatore italiano
- 6 febbraio - Dagobert Dang, ex calciatore camerunese
- 6 febbraio - Emilia De Biasi, politica italiana († 2021)
- 6 febbraio - Claudio Gustavino, politico italiano
- 6 febbraio - Melo Mafali, pianista e compositore italiano († 2021)
- 6 febbraio - Barry Miller, attore statunitense
- 6 febbraio - Frederik Ndoci, cantante albanese
- 7 febbraio - Vladimir Aleksandrov, ex bobbista sovietico
- 7 febbraio - Giuseppe Baresi, ex calciatore italiano
- 7 febbraio - Raphy Manjaly, arcivescovo cattolico indiano
- 7 febbraio - Manuel Mijares, cantante messicano
- 7 febbraio - Mike O'Koren, ex cestista e allenatore di pallacanestro statunitense
- 7 febbraio - Matthew Ridley, V visconte Ridley, divulgatore scientifico, giornalista e saggista britannico
- 8 febbraio - Cataldo Innato, karateka e maestro di karate italiano († 2025)
- 8 febbraio - Gerhard Jäger, ex sciatore alpino austriaco
- 8 febbraio - Tommy Langley, ex calciatore inglese
- 8 febbraio - Hermann Panzo, velocista francese († 1999)
- 8 febbraio - Elvis Rolle, ex cestista bahamense
- 8 febbraio - Sensational Sherri, wrestler statunitense († 2007)
- 8 febbraio - Marina Silva, politica, ambientalista e pedagogista brasiliana
- 9 febbraio - Vladimir Andreev, ex sciatore alpino sovietico
- 9 febbraio - Christoph Clark, ex attore pornografico francese
- 9 febbraio - Bill Evans, sassofonista statunitense
- 9 febbraio - Kyriakos Kouīs, ex calciatore cipriota
- 9 febbraio - Alessandro Laterza, editore italiano
- 9 febbraio - Sandy Lyle, golfista scozzese
- 9 febbraio - Giorgio Manzi, antropologo e paleontologo italiano
- 9 febbraio - Marija Pinigina, ex velocista sovietica
- 9 febbraio - Cyrille Regis, calciatore francese († 2018)
- 9 febbraio - Amrita Singh, attrice indiana
- 9 febbraio - Filippo Vendemmiati, giornalista, regista e sceneggiatore italiano
- 10 febbraio - Walter Afanasieff, compositore e produttore discografico statunitense
- 10 febbraio - Kim Andersen, dirigente sportivo e ex ciclista su strada danese
- 10 febbraio - Dino Boselli, ex cestista e dirigente sportivo italiano
- 10 febbraio - Franco Boselli, ex cestista italiano
- 10 febbraio - Elizabeth Ekblom, ex tennista svedese
- 10 febbraio - Ricardo Gareca, allenatore di calcio e ex calciatore argentino
- 10 febbraio - Mario Goretti, ex calciatore italiano
- 10 febbraio - Brede Halvorsen, allenatore di calcio e ex calciatore norvegese
- 10 febbraio - Gilles Moretton, ex tennista francese
- 10 febbraio - Frank Otto, ex pallanuotista tedesco
- 10 febbraio - Maciej Płażyński, politico e giurista polacco († 2010)
- 10 febbraio - Thomas Ruff, fotografo tedesco
- 10 febbraio - Evgenij Seredin, nuotatore sovietico († 2006)
- 10 febbraio - Alberto Spiazzi, costumista italiano
- 10 febbraio - Jens Martin Støten, allenatore di calcio norvegese
- 10 febbraio - Pinklon Thomas, ex pugile statunitense
- 10 febbraio - Billy Thomson, calciatore e allenatore di calcio scozzese († 2023)
- 10 febbraio - Rupert Vansittart, attore britannico
- 10 febbraio - Charles Young, ex calciatore inglese
- 11 febbraio - Alberto Bica, calciatore uruguaiano († 2021)
- 11 febbraio - Corrado Donadio, ex ciclista su strada italiano
- 11 febbraio - Paulo César Grande, attore e ex pallavolista brasiliano
- 11 febbraio - Pepu Hernández, allenatore di pallacanestro spagnolo
- 11 febbraio - Doc Lawson, ex calciatore e giocatore di calcio a 5 statunitense
- 11 febbraio - Marcello Loprencipe, ex giocatore di football americano e scrittore italiano
- 11 febbraio - Patrizia Miserini, ex nuotatrice italiana
- 11 febbraio - Pino Nazio, giornalista, sociologo e scrittore italiano
- 11 febbraio - Corrado Roi, fumettista e illustratore italiano
- 11 febbraio - Luigi Sementa, poliziotto e generale italiano
- 11 febbraio - Naotoshi Shida, disegnatore giapponese
- 11 febbraio - Jaap Spijkers, attore e regista teatrale olandese
- 11 febbraio - Hiroshi Yoshida, ex calciatore giapponese
- 12 febbraio - Ernesto Assante, giornalista, critico musicale e blogger italiano († 2024)
- 12 febbraio - Sakîne Cansiz, politica e attivista curda († 2013)
- 12 febbraio - Jiří Jandák, ex cestista cecoslovacco
- 12 febbraio - Nazzareno Marconi, vescovo cattolico e biblista italiano
- 12 febbraio - Grant McLennan, cantautore e chitarrista australiano († 2006)
- 12 febbraio - Krzysztof Pawlak, allenatore di calcio e ex calciatore polacco
- 12 febbraio - Paul Tighe, vescovo cattolico irlandese
- 13 febbraio - Pernilla August, attrice e regista svedese
- 13 febbraio - Giampaolo Cadalanu, giornalista e scrittore italiano
- 13 febbraio - Abdul Hamid Mohammed Dbeibeh, politico e imprenditore libico
- 13 febbraio - Ernesto De Pascale, giornalista, conduttore radiofonico e musicista italiano († 2011)
- 13 febbraio - Donal Gibson, attore statunitense
- 13 febbraio - Elizabeta Nishica, ex tiratrice a segno albanese
- 13 febbraio - Dominique Othenin-Girard, regista e sceneggiatore svizzero
- 13 febbraio - Pat Powers, allenatore di pallavolo, ex pallavolista e ex giocatore di beach volley statunitense
- 13 febbraio - Derek Riggs, illustratore inglese
- 14 febbraio - Jan Enjebo, ex cestista e allenatore di pallacanestro svedese
- 14 febbraio - Smbat Lpowtyan, scacchista armeno
- 14 febbraio - Katia Manzur, cestista peruviana († 2024)
- 14 febbraio - Stefano Masciarelli, comico, attore e doppiatore italiano
- 14 febbraio - Judy Oakes, ex pesista, powerlifter e sollevatrice britannica
- 14 febbraio - Tracy 168, writer statunitense († 2023)
- 14 febbraio - Ingo Voge, bobbista tedesco
- 15 febbraio - Jasem Bahman, ex calciatore kuwaitiano
- 15 febbraio - Mark Hebden, scacchista britannico
- 15 febbraio - Adam Holzman, tastierista statunitense
- 15 febbraio - Christian Lindberg, trombonista, direttore d'orchestra e compositore svedese
- 15 febbraio - Paola Sanguinetti, soprano italiano
- 15 febbraio - José Manuel Sempere, ex calciatore spagnolo
- 15 febbraio - Fabio Sturani, politico italiano
- 15 febbraio - Leif Sundell, ex arbitro di calcio svedese
- 15 febbraio - Tony Tubbs, ex pugile statunitense
- 16 febbraio - Andrij Bal', allenatore di calcio e calciatore ucraino († 2014)
- 16 febbraio - Carla Barnett, economista e politica beliziana
- 16 febbraio - Alessandro Bertolazzi, truccatore italiano
- 16 febbraio - Alberto Górriz, ex calciatore spagnolo
- 16 febbraio - Nobutoshi Kaneda, ex calciatore giapponese
- 16 febbraio - Lisa Loring, attrice statunitense († 2023)
- 16 febbraio - Ice-T, rapper, attore e produttore discografico statunitense
- 16 febbraio - Oscar Schmidt, ex cestista brasiliano
- 16 febbraio - Lois Pereiro, poeta e scrittore spagnolo († 1996)
- 16 febbraio - Paul Randall, ex calciatore inglese
- 16 febbraio - John Totleben, illustratore e fumettista statunitense
- 16 febbraio - Herb Williams, ex cestista e allenatore di pallacanestro statunitense
- 16 febbraio - Ricardo Ycaza, ex tennista ecuadoriano
- 16 febbraio - Kjell Ytterdahl, giocatore di calcio a 5 e calciatore norvegese
- 16 febbraio - Maurizio Zanolla, arrampicatore e alpinista italiano
- 17 febbraio - Sergej Baltača, allenatore di calcio e ex calciatore sovietico
- 17 febbraio - Andrea Fluttero, politico italiano
- 17 febbraio - Steve Fox, calciatore inglese († 2012)
- 17 febbraio - Peter Palúch, ex calciatore cecoslovacco
- 17 febbraio - Vasil Ruci, allenatore di calcio e ex calciatore albanese
- 17 febbraio - Wolfgang Schüler, calciatore tedesco († 2024)
- 17 febbraio - Shimizu Tetsuro, pittore giapponese
- 18 febbraio - Det de Beus, hockeista su prato olandese († 2013)
- 18 febbraio - Maria Carrubba, ex calciatrice italiana
- 18 febbraio - Maria Caruso, ex calciatrice italiana
- 18 febbraio - Massimo Gaudioso, sceneggiatore, regista e attore italiano
- 18 febbraio - Roland James, ex giocatore di football americano statunitense
- 18 febbraio - Peter Koech, ex siepista, mezzofondista e maratoneta keniota
- 18 febbraio - Peter Kremer, attore tedesco
- 18 febbraio - Giovanni Lavaggi, ex pilota automobilistico italiano
- 18 febbraio - Fintan O'Toole, giornalista, scrittore e critico teatrale irlandese
- 18 febbraio - Roberto Pasini, scrittore, critico d'arte e storico dell'arte italiano
- 18 febbraio - Louise Ritter, ex altista statunitense
- 18 febbraio - Gar Samuelson, batterista statunitense († 1999)
- 19 febbraio - Abel Alves, allenatore di calcio e ex calciatore argentino
- 19 febbraio - Leslie David Baker, attore statunitense
- 19 febbraio - Helen Fielding, scrittrice, produttrice televisiva e giornalista inglese
- 19 febbraio - Gabi Hauser, ex sciatrice alpina austriaca
- 19 febbraio - Martin Hewitt, attore statunitense
- 19 febbraio - Mišo Krstičević, allenatore di calcio e ex calciatore croato
- 19 febbraio - Rudy Macklin, ex cestista statunitense
- 19 febbraio - Antonina Mel'nikova, ex canoista sovietica
- 19 febbraio - Jerry Ocasio, ex cestista portoricano
- 19 febbraio - Edith Peter, ex sciatrice alpina austriaca
- 19 febbraio - Theresa Rebeck, drammaturga, sceneggiatrice e scrittrice statunitense
- 19 febbraio - Reina Reech, attrice, ballerina e cantante austriaca
- 20 febbraio - Félix Lacuesta, ex calciatore francese
- 20 febbraio - Mark Mazower, storico e scrittore britannico
- 20 febbraio - Sean Michaels, attore pornografico statunitense
- 20 febbraio - Tiziano Quarella, ex calciatore e allenatore di calcio italiano
- 20 febbraio - James Wilby, attore britannico
- 21 febbraio - Jake Burns, cantante e chitarrista britannico
- 21 febbraio - Mary Chapin Carpenter, cantautrice e chitarrista statunitense
- 21 febbraio - Kim Coates, attore canadese
- 21 febbraio - Jack Coleman, attore e sceneggiatore statunitense
- 21 febbraio - Salvatore Cuffaro, politico italiano
- 21 febbraio - Denise Dowse, attrice statunitense († 2022)
- 21 febbraio - Ulf Eriksson, ex calciatore svedese
- 21 febbraio - María Kóllia-Tsarouchá, avvocato e politica greca
- 21 febbraio - Frank McDougall, calciatore scozzese († 2023)
- 21 febbraio - John Shimkus, politico statunitense
- 21 febbraio - Jake Steinfeld, attore e culturista statunitense
- 21 febbraio - Alan Trammell, ex giocatore di baseball e allenatore di baseball statunitense
- 21 febbraio - Mauro Uliassi, cuoco italiano
- 21 febbraio - Sandro Vitiello, ex giocatore di football americano italiano
- 22 febbraio - Paolo Borelli, ex calciatore italiano
- 22 febbraio - Paul Brush, allenatore di calcio e ex calciatore inglese
- 22 febbraio - Gilberto Corbellini, filosofo e saggista italiano
- 22 febbraio - Torill Fjeldstad, ex sciatrice alpina e sciatrice di velocità norvegese
- 22 febbraio - Richard Greenberg, drammaturgo e sceneggiatore statunitense († 2025)
- 22 febbraio - John May, ex cestista statunitense
- 22 febbraio - Clay Remini, compositore e disc jockey italiano
- 22 febbraio - Spyridon Skembris, scacchista greco
- 22 febbraio - Marija Uzelac, ex cestista jugoslava
- 23 febbraio - Maria Gaetana Greco, politica italiana
- 23 febbraio - Francesca Mazza, attrice teatrale italiana
- 23 febbraio - Tiziano Nava, velista italiano
- 23 febbraio - Massimo Pigoli, pilota automobilistico italiano
- 23 febbraio - Daniela Rosati, giornalista, conduttrice televisiva e cantante italiana
- 23 febbraio - David Sylvian, cantante e musicista britannico
- 24 febbraio - Jim Brogan, ex cestista statunitense
- 24 febbraio - Chris Buck, regista, animatore e sceneggiatore statunitense
- 24 febbraio - Gabriele Giordano Caccia, arcivescovo cattolico italiano
- 24 febbraio - Pasquale Cavaliere, politico e ambientalista italiano († 1999)
- 24 febbraio - Eli Guttman, allenatore di calcio e dirigente sportivo israeliano
- 24 febbraio - Sammy Kershaw, cantautore statunitense
- 24 febbraio - Dante Morandi, ex ciclista su strada e pistard italiano
- 24 febbraio - Mark Moses, attore statunitense
- 24 febbraio - Mike Pickering, disc jockey inglese
- 24 febbraio - Ray Snell, giocatore di football americano statunitense († 2021)
- 25 febbraio - İradə Aşumova, ex tiratrice a segno azera
- 25 febbraio - István Borsányi, ex calciatore ungherese
- 25 febbraio - Riccardo Cenci, allenatore di calcio e ex calciatore italiano
- 25 febbraio - Ally Dawson, allenatore di calcio e calciatore scozzese († 2021)
- 25 febbraio - Olivier Dupuis, politico belga
- 25 febbraio - Jeff Fisher, ex giocatore di football americano e allenatore di football americano statunitense
- 25 febbraio - Jim Gilmour, bassista britannico
- 25 febbraio - Kevin Gray, attore e cantante statunitense († 2013)
- 25 febbraio - Barclay Hope, attore canadese
- 25 febbraio - Silvestro Milani, ex ciclista su strada e pistard italiano
- 25 febbraio - Kurt Rambis, ex cestista, allenatore di pallacanestro e dirigente sportivo statunitense
- 25 febbraio - Laurent Schonckert, ex calciatore lussemburghese
- 25 febbraio - Takfarinas, cantante algerino
- 26 febbraio - Paul Ackford, giornalista e rugbista a 15 britannico
- 26 febbraio - Rino Agnello, politico italiano
- 26 febbraio - Karen Berger, curatrice editoriale statunitense
- 26 febbraio - Greg Germann, attore statunitense
- 26 febbraio - Susan Helms, ex astronauta statunitense
- 26 febbraio - Tim Kaine, politico e avvocato statunitense
- 26 febbraio - Carlos Kalmar, direttore d'orchestra uruguaiano
- 26 febbraio - Sadri Khiari, scrittore, giornalista e artista tunisino
- 27 febbraio - Naas Botha, ex rugbista a 15 e allenatore di rugby a 15 sudafricano
- 27 febbraio - Max Crivello, illustratore, pittore e fumettista italiano
- 27 febbraio - Terry Donovan, ex calciatore irlandese
- 27 febbraio - Maggie Hassan, politica statunitense
- 27 febbraio - Anna Maria Jacobini, giornalista italiana († 2016)
- 27 febbraio - Michael LeMoyne Kennedy, filantropo statunitense († 1997)
- 27 febbraio - Hugo de León, allenatore di calcio e ex calciatore uruguaiano
- 27 febbraio - John Metgod, allenatore di calcio e ex calciatore olandese
- 27 febbraio - Kimie Morita, ex pallavolista giapponese
- 27 febbraio - Leo Randolph, ex pugile statunitense
- 27 febbraio - Nancy Spungen, statunitense († 1978)
- 28 febbraio - Eduardo Blanco, attore argentino
- 28 febbraio - Philippe Christory, vescovo cattolico francese
- 28 febbraio - Dean Crawford, canottiere canadese († 2023)
- 28 febbraio - Antonio Crusco, ex calciatore italiano
- 28 febbraio - Andre Hines, ex giocatore di football americano statunitense
- 28 febbraio - Jiří Kotrba, allenatore di calcio e ex calciatore ceco
- 28 febbraio - Christina Lathan, ex velocista tedesca
- 28 febbraio - Evgenij Lipeev, ex pentatleta sovietico
- 28 febbraio - Jeanne Mas, cantautrice e attrice francese
- 28 febbraio - Mark Pavelich, hockeista su ghiaccio statunitense († 2021)
- 28 febbraio - Lilija Sandulesa, cantante ucraina
- 28 febbraio - Marina Wilke, ex canottiera tedesca
- 28 febbraio - Natal'ja Ėstemirova, giornalista e attivista russa († 2009)